# NOW AND FOREVER
「NOW AND FOREVER」（ナウ アンド フォーエヴァー）は、日本の歌手グループFolderの2枚目のシングル。1997年12月17日に発売された。発売元はavex tune。

## 解説
- 前作から4ヶ月ぶりとなるシングル。
- タイトル曲のミュージックビデオはコンプリートBOX『Folder+Folder 5 COMPLETE BOX』（2003年）に収録された。

## 収録曲
1. NOW AND FOREVER
作詞：小林和子、作曲・編曲：小森田実
2. GET YOU
作詞：小林和子、作曲・編曲：小森田実
3. NOW AND FOREVER （Original karaoke）
4. GET YOU （Original karaoke）

## 収録アルバム
- オリジナル『THE EARTH』（1998年11月26日）
- オリジナル『REMIXES』（1998年11月21日、アナログ盤、RR12-88066）
- シングル集CD『Folder+Folder 5 SINGLE COLLECTION and more』（2003年6月25日、AVCT-10131）
- コンプリートBOX『Folder+Folder 5 COMPLETE BOX』（2003年6月25日、AVBT-91021〜3/B〜F）

## タイアップ
- 映画『モスラ2 海底の大決戦』（メンバーの満島ひかりが出演）の主題歌[1]。
- フジテレビ系『ポンキッキーズ』挿入歌（P-kiesメロディー）